# ハッシュタグ

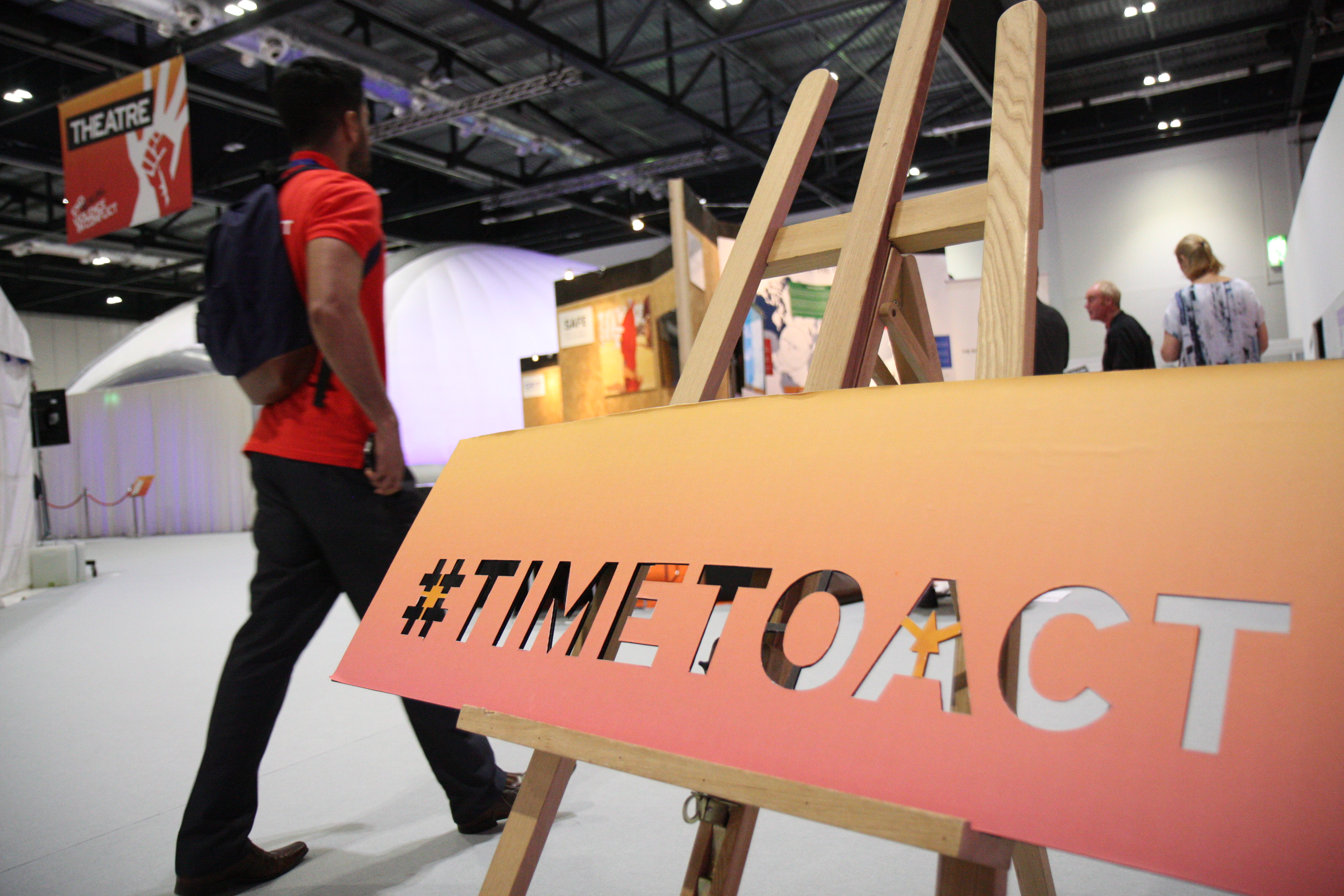
2014年に開催された「紛争下での性的暴力撲滅サミット」で置かれた#TIMETOACTというハッシュタグの使用を呼びかける看板

ハッシュタグとは、ハッシュ記号（#）と単語やフレーズを、スペース無しで連結させた形のラベルである。メタデータタグタイプであり、ミニブログやFacebook、Google+、インスタグラム、X（旧Twitter）、VKといったソーシャル・ネットワーキング・サービスに投稿したメッセージにおいて言葉やフレーズの前にハッシュ記号「#」（半角記号）を付けると、文章内に表示される（例として「New artists announced for #SXSW2014 Music Festival」というような文章）か、文章の語尾に追加される。ハッシュタグの例として #dontjudge という表記がある。言葉のハッシュタグはまた、ハッシュタグの文脈において使用された自身のハッシュ記号を参照することができる。
ハッシュタグは同じようなタグ付きメッセージを収集することができ、それが存在する全メッセージの電子的検索もできる。日本語では、ハッシュタグを使って情報収集することを「タグる」と呼ぶこともある。
利用が広がったことで「hashtag」は2014年6月に『オックスフォード英語辞典』に収載された。

## 起源と使用
番号記号は情報技術において、特別な意味を強調することに使用されることが多い。1970年代の例では次に記号や番号を置くときにPDP-11のアセンブリ言語において直接のアドレスモードを表示するのに使用されていた。1978年、ブライアン・カーニハンとデニス・リッチーはC言語でプリプロセッサが最初に処理しなければならない特別なキーワードに「#」を使用した。ハッシュタグが発明される以前から、番号記号は北米外の数か国で「ハッシュシンボル」と呼ばれていた。
その後番号記号はIRCでグループや話題をラベル付けするために使用されるようになった。チャンネルや話題はIRCネットワーク全体で利用可能で、#というハッシュ記号が前に付けられている（対照的にローカルからサーバーへはアンパサンド(&)が使用される）。
クリス・メッシーナはIRCでの番号記号使用に触発される形で、ミニブログネットワーク上で関心のある話題をタグ付けするためにTwitter上で同じようなシステムを使うことを提唱した。クリスはTwitterに初めてのハッシュタグを次のように投稿した:
how do you feel about using # (pound) for groups. As in #barcamp [msg]?（→グループ付けに# (ポンド〈パウンド〉)を使うのはどうだろう？#barcamp [メッセージ]のように。） —Chris Messina、His original Tweet proposing hashtag usage, August 23, 2007
国際的にハッシュタグは2009年イラン大統領選挙暴動をきっかけにTwitter投稿の書き方の特徴となっていき、英語やペルシア語でのハッシュタグはイラン内外のTwitterユーザーにとって役立つものになっていった。
ハッシュタグという言葉が初めて使用されたのはストウ・ボイドによる2007年8月26日付のブログ記事で「ハッシュタグとはTwitterでのグループ化である」と辞書編集者でアメリカ方言学会新語委員会委員長のベン・ジマーが述べている。
Twitterはツイート内の全てのハッシュタグのハイパーリンク化を開始し、ハッシュタグ化された言葉（や一般的にスペルを間違えた言葉の標準スペル）のTwitter内検索結果を表示できるようになった。2010年、Twitterは「トレンド(Trending Topics)」という人気急上昇のハッシュタグを掲載するコンテンツを掲載するようになった。Twitterにはトレンドリストにスパムが入らないようにしたり、話題のハッシュタグを中立的に提供したりするためのアルゴリズムがある。
中華人民共和国では、新浪微博（Weibo）や騰訊微信（WeChat）といったミニブログが「#ハッシュ名#」という二重ハッシュタグという形式を取っているが、これは漢字間にスペースが無いが故に閉じるためのタグが必要となるからである。対照的に、Twitterで漢字（や同じようなスペース問題を抱える正書法）を使用するときに、ユーザーは'我#爱你'というように言語学的に自然な表現を維持するためにハッシュタグ化された要素の前後にスペース(例として'我#爱你'ではなく'我 #爱 你')かZWNJを挿入しなければならない。

## 様式
ミニブログやソーシャルネットワーキングサイトではハッシュタグは文章中のどこかに挿入したり、前に付けたり、追伸として後に付けるか、文章中の言葉として含ませることができる（例、"It is #sunny today"）。
投稿やツイートにおける使用ハッシュタグの多さは使用ハッシュタグの種類と同じくらい重要である。現在、特定の会話をするときにタグを1つ、2つ投稿するときは会話に場所を加える時に容認されていると考えられるが、3つが限界とされ、「コミュニティの怒りを買う」リスクが増すとされている。
2013年9月、ジミー・ファロンとジャスティン・ティンバーレイクはレイト・ナイト・ウィズ・ジミー・ファロンでハッシュタグの度重なる誤使用や無理解使用を風刺するコントを披露した。

## 機能

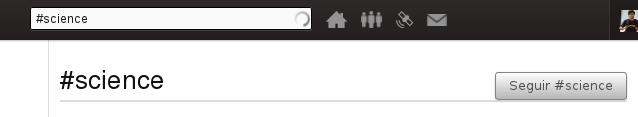
ソーシャルネットワーキングサイトのヘッダーにある検索バーで「#science」というハッシュタグを使った直近の投稿を検索

ハッシュタグは活発に行われる臨時の議論フォーラムで使用されるのがほとんどで、任意の文字の組み合わせにハッシュ記号を付けたのがハッシュタグだが、個人が十分なアピールをした場合、トレンドとなりハッシュタグを使用した議論をするためにより多くの人達を集めることができる。Twitterではハッシュタグが人気急上昇となった時にユーザーページの「トレンド(Trending Topics)」に反映させているが、表示トレンドは地域か世界中かで選ぶことができる。ハッシュタグは1人のユーザーやユーザーの集団によって登録やコントロールされることもなければ、一般使用から「引退」させることもできないが、これはハッシュタグが理論的に使用言語の言葉の寿命や文字の構成への永久的な依存の中で使用されることを意味する。また、任意の構成定義もないことは単一のハッシュタグは活用する人達が支持する数ある目的のために使用することができることを意味している。
そして、はっきりしない言葉遣いをする傾向にある特定イベントでの議論での使用を想定されているハッシュタグはケーキフェスティバルの時にシンプルな「#cake」ではなく「#cakefestival」が使用されるように同じような話題の一般的な会話に巻き込まれることを避ける意図がある。しかし、これは人々が同じ話題をしているつもりなのに異なるスペルや言葉を使用してしまう事が多いため話題がトレンドに入ることを難しくしかねない。話題をトレンドに入れるためには特定の話題を参照したハッシュタグが暗黙か明言されたかどっちにしろ合意が得られる必要がある。
また、ハッシュタグは同じ興味を抱くユーザーを検索してフォロー（購読）もしくはリスト（公開連絡先リスト）に追加するための目印にもなる。
ソーシャル・ネットワークであるインスタグラムでも写真投稿や話題に合わせたハッシュタグ付けによってハッシュタグを使用することが可能である。例として、自身や友達の投稿写真に#bfflや#friendsといったハッシュタグを付けることができる。しかし、インスタグラムでは#photography #iPhone #iphoneographyのように余りにも特徴が無く目的を果たすことが出来ないとされる一定のハッシュタグを使用不可にしている。さらに、薬物使用といった違法行為を招くハッシュタグもブロックしている。検閲や一定のハッシュタグ使用禁止はインスタグラムで特定のサバルタンコミュニティが構築され維持される方法において間接的役割を果たしている。インスタグラムがコンテンツ規定を定めているにも関わらず、ユーザーは自身の行動の継続と最終的な検閲回避の方法を模索している。
ハッシュタグはまた、後日の検索や共有、その他の理由でメッセージを実際的にカテゴライズするために受信メッセージに基づいた文章に非公式かつ意図なしで使用されている。そして、「月曜日だ!! #興奮 #皮肉」というようにユーモアや悲しみその他感情表現をするのにも役立つ。

## ソーシャル・ネットワーキング・ウェブサイト以外での使用
この機能は他にYouTubeやゴーカー・メディアでのユーザーコメント機能といった非ショートメッセージ適用サービスでも搭載されている。ゴーカー・メディアの場合は、ブログコメントや直接投稿されたコメントのためのハッシュタグは社員がウェブサイトにログインしていない時にユーザーアクティビティの一定の評価をより公平に維持するために活用される。

## ハッシュタグ対応ウェブサイト
- App.net
- Diasporaのソフト（英語版）とソーシャルネットワーク（英語版）
- DeviantART
- Facebook
- Flickr
- FriendFeed（英語版）
- ゴーカー・メディアのウェブサイト
- GNU social
- Google+
- Instagram
- Kickstarter
- マストドン
- Misskey
- Orkut[27]
- Pleroma
- 新浪微博（Sina Weibo）
- SoundCloud
- Tout（英語版）
- Tumblr
- Twitter
- Vine
- VK

など

## 使用

### マスコミ
2010年以降、複数のテレビ局はテレビシリーズでブランド化したハッシュタグ表示で宣伝を行うようになったが、放送前か放送中もしくは放送終了後のオンライン議論のバックチャンネルとしての意味合いもある。ハッシュタグ表示は画面のいずれかの隅や宣伝の最後に表示している（例としてモーションピクチャートレーラーなど）
司会や特派員といった放送関係者も投稿をやりとりするために企業や個人のTwitterアカウント名を宣伝していて、アカウント名に沿った関連もしくはブランド化したハッシュタグの使用（例として#edshowだけでなく@edshow）はTwitterや他の検索エンジンにおいて話題のハッシュタグ（今後、議論の話題になるために）になるためのミニブログ方式として奨励され続けている。放送事業者もまた、生放送のために選択された投稿をまとめるためにこのような様式を作成している。Twitterのメディア提携責任者であるクロー・スラッデンは放送されている番組（例えば、『#SunnyFX』）を瞬間的に識別するタイプと出演者が放送中に視聴者からの反応を探るための一時的なタイプの2つのテレビ用ハッシュタグを設定している。また、ハッシュタグがニールセン視聴率に取って代わるか共存するかといった推測も一部である。
ハッシュタグを宣伝媒体として活用する事例の増加はコマーシャルやシリーズエピソードの最後で宣伝されていた点でAOLが1990年代終わりから2000年代初頭までブランド化したキーワードの宣伝と比較される。
世界的に有名になるハッシュタグもあり、例としてJe suis CharlieというスローガンはTwitterにおいて#jesuischarlieと#iamcharlieいうハッシュタグとして初めて使用され、インターネット上で大規模に拡散した。

### 購入
2013年2月よりTwitterとアメリカン・エキスプレスとのコラボレーションにより特別なハッシュタグをツイートすることで値下げセールをしている商品をオンライン上で購入できるようになった。アメリカン・エキスプレス会員はツイートとアメリカン・エキスプレスからの確認を伴った返事を探すことでカードとTwitterを同期させたりオファーを使うことができる。

### イベント宣伝

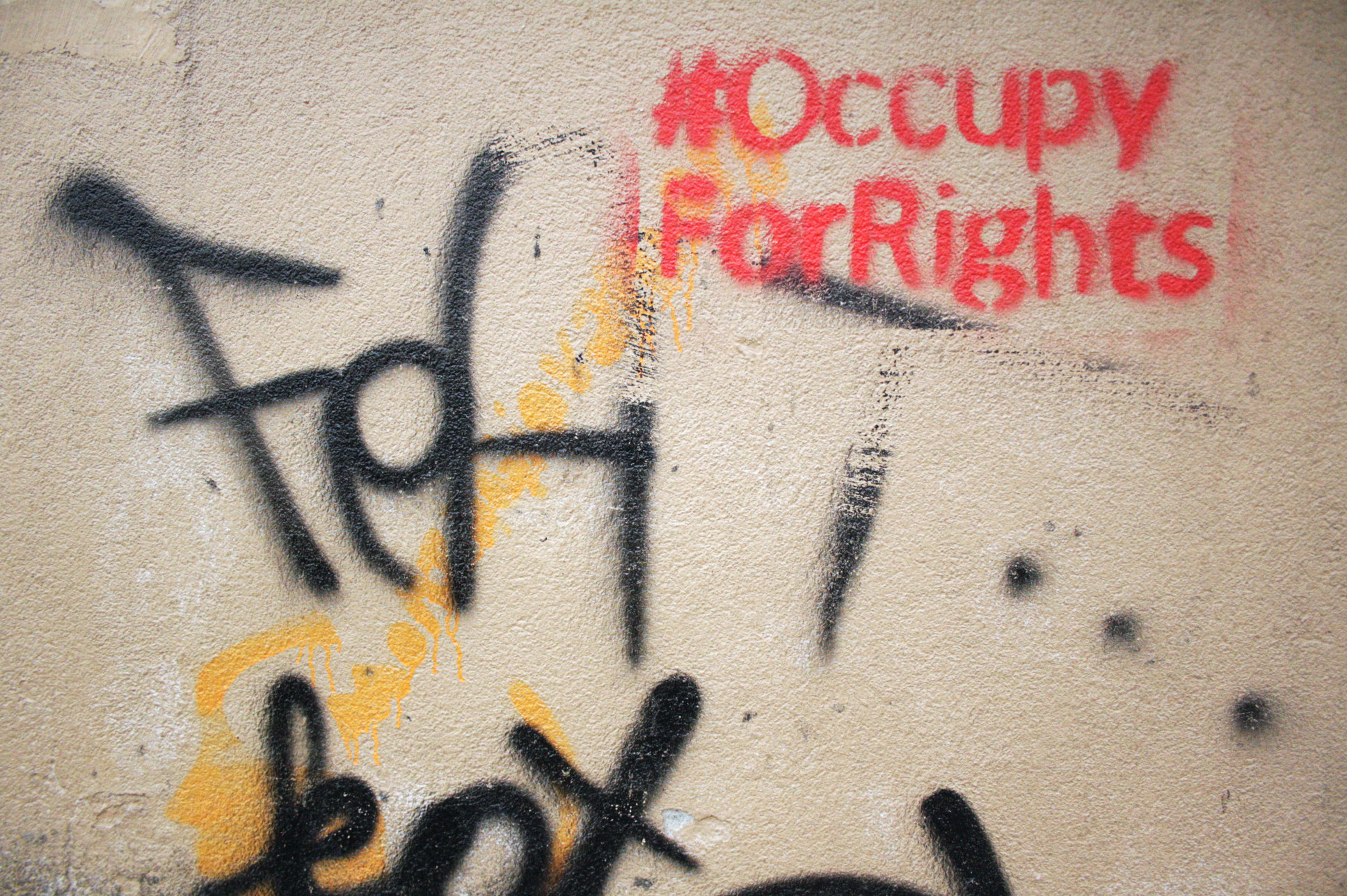
1. OccupyForRightsというハッシュタグを宣伝しているステンシルグラフィティ

現実世界でのイベントを行うときも参加者間の議論やプロモーションのために初めてやアドホックリストが作成されている。開催期間、多くの場合Twitterなどで両方の参加者がお互いを見つけ合う目印としてハッシュタグは使われる。
企業や権利擁護団体も自社製品やサービス、キャンペーンのプロモーションのための特別なハッシュタグを使用した議論を仕掛けている。
#OccupyWallStreetや#LibyaFeb17といった2010年始めの政治的な運動でもハッシュタグを拠点に展開されたり、議論を盛り上げるためにハッシュタグが大々的に使われていた。

### 顧客による苦情
ハッシュタグは消費者が大企業に顧客サービスエクスペリエンスに関して苦情を言うため、ソーシャルメディアプラットフォームでたびたび使用している。それに対し、「バッシュタグ」 (bashtag) は企業が設定したソーシャルメディアハッシュタグが企業を批判したり脆弱な顧客サービスを他に告発したりするときに使用されてしまう状況を説明するため、作られた用語である。例として、2012年1月にマクドナルドは#McDStoriesという店内での良い経験を共有する目的のハッシュタグを作成したが、想定していた良い経験ではなく苦情のツイートが多数あふれたため、わずか2時間でこのキャンペーンは中止となった。

### 感情分析
ハッシュタグの使用はまた、書いた人が文章にぶつけた感情を露呈することがあり、ハッシュタグがどこで心理状態を直接説明するかによって明確さに差が出る。例として、ハッシュタグの言葉は文章が皮肉的か否かの最強な予測因子となっている。

## 大衆文化において
2011年4月のカナダ党首討論期間中、当時の新民主党党首だったジャック・レイトンはカナダ保守党のスティーヴン・ハーパー首相による犯罪関連の政策を「a hashtag fail」(おそらく #fail)として言及した。
カニエ・ウェストが言い出したハッシュタグラップはラップのスタイルを説明するために2010年代に編み出され、ヒューストン・プレスのリゾー(Rizoh)によれば、「メタファー、ポーズ、1つの言葉によるパンチラインの3つで構成されていて、韻の終わりに置かれることが多い」という。ニッキー・ミナージュ、ビッグ・ショーン、ドレイク、リル・ウェインといったラッパーがハッシュタグラップを盛り上げているが、リュダクリス、ザ・ロンリー・アイランドや複数の音楽ライターはハッシュタグラップを非難している。
2013年9月13日、『ニューヨーク・タイムズ』のトップページ記事のヘッドラインにおいてTwitterの株式公開に関する記事に#TwitterIPOというハッシュタグが登場した。
WWEレスラーのドルフ・ジグラーのアダ名は「ハッシュタグヒール」である。
食品会社のバーズ・アイは「マッシュタグ(Mashtags)」というアットマークやハッシュタグの形をしたマッシュポテトを2014年に発売した。
2014年5月、Twitterユーザーは性差別や女性への暴力の経験に対する意識を高めるために#YesAllWomenというハッシュタグが使用されるようになった。

### 派生
2010年、TwitterはFIFAワールドカップ南アフリカ大会期間中に使用できる「ハッシュフラッグ」を導入、2014年もワールドカップブラジル大会で再導入された。これは出場32カ国の3文字国コードをハッシュタグ方式でツイートすると自動的に国旗がツイートに組み込まれる機能である。
2012年7月、Twitterは企業のティッカーシンボルの前にドル記号を付けたらハッシュタグとしてクリックできる機能（例として$AAPL）を導入、「キャッシュタグ(cashtag)」と称された。これは企業や株価に関する議論をしているツイートを検索できるようにする機能である。
2012年8月、イギリスのジャーナリストであるトム・メルツァーはガーディアン紙で両手でピースサインをしてハッシュタグの記号のように指を交差させるというハッシュタグを模倣した時折「フィンガー・ハッシュタグ」と呼ばれる新しいハンドジェスチャーを紹介した。この新たなジェスチャーはニムロッド・カマーがWiredで紹介したり、2013年にジミー・ファロンがテレビで披露したり、他ではコルベア・レポーでも使用されていた。
日本では、『日本経済新聞』が首都圏の話題を取り上げたコラムの名称に「#ハッシュタグ」を使っている。